# Hlîboka Balka, Reșetîlivka
Hlîboka Balka (în ucraineană Глибока Балка) este un sat în comuna Lobaci din raionul Reșetîlivka, regiunea Poltava, Ucraina.

## Demografie
Componența lingvistică a localității Hlîboka Balka
     Ucraineană (94,56%)
     Rusă (2,51%)
Conform recensământului din 2001, majoritatea populației localității Hlîboka Balka era vorbitoare de ucraineană (94,56%), existând în minoritate și vorbitori de rusă (2,51%).